# Fields of Glory
Fields of Glory est un jeu vidéo de type wargame développé et édité par MicroProse, sorti en 1993 sur DOS, Amiga et Amiga CD32.

## Système de jeu
Dans ce jeu de stratégie, le joueur peuvent reconstituer les quatre grandes batailles historiques de la campagne de Belgique de Napoléon Ier (bataille de Ligny, la bataille des Quatre Bras, la bataille de Waterloo et la bataille de Wavre), ainsi que deux batailles hypothétiques (à Nivelles et Wagnee) qui aurait pu avoir lieu si certaines manœuvres d'avant campagne avaient été effectuées différemment. Il est possible de jouer le camp français tout comme le camp allié.
Les batailles du jeu se déroulent en temps réel et s'efforcent de créer un sentiment de réalisme. Un système de grille n'est ainsi pas utilisé au profit de personnages animés (sprite) sur un décor simplifié. Des collines et des forêts coupent la ligne de mire des canons, des bâtiments permettent à l'infanterie de s'abriter de la mousqueterie adverse et des rivières traversent la carte, ralentissant les unités qui les traversent.
Les armées comprennent des brigades d'infanterie, des régiments de cavalerie ainsi que des batteries d'artillerie. Ces unités sont organisées en divisions, corps d'armée et armées dirigés par des généraux. Ceux-ci ne disposent pas de gardes du corps et sont donc très vulnérables. Le joueur peut diriger chaque unité séparément ou donner des instructions aux généraux qui les feront appliquer à toutes les unités sous leurs ordres. Les unités peuvent adopter différentes formations : carré d'infanterie, colonne, ligne, tirailleur. Lorsque leur moral chancelle, les unités battent en retraite mais peuvent être rappelées par les généraux.
Le jeu contient des fiches biographiques et historiques sur les généraux et unités représentés. Elles forment une encyclopédie à laquelle le joueur peut accéder pendant la partie bien que les informations disponibles ne soient pas utiles pour diriger les manœuvres et les combats.
Le jeu vidéo est basé sur une série de jeux de société du même nom.

## Accueil
- Aktueller Software Markt : 8/12 (Amiga)[1]
- Computer Gaming World : 3/5